# Superliga 2010/11 (Türkei)
Die Saison 2010/11 war die 19. Spielzeit der Superliga, der höchsten türkischen Eishockeyspielklasse. Meister wurde zum ersten Mal in der Vereinsgeschichte überhaupt Başkent Yıldızları SK.

## Modus
Zunächst bestritten die drei schwächeren Mannschaften der Liga aufgrund der Unausgeglichenheit der Liga in den Vorjahren eine Qualifikationsrunde für die Finalrunde und bestritten dabei jeweils zwei Spiele. Die bestplatzierte Mannschaft der Qualifikationsrunde qualifizierte sich für die Finalrunde, für die die drei bestplatzierten Mannschaften des Vorjahres bereits automatisch qualifiziert waren und in der der Meister ausgespielt wurde. Dabei bestritten alle Mannschaften je neun Spiele. Für einen Sieg nach regulärer Zeit erhielt jede Mannschaft drei Punkte, bei einem Sieg nach Overtime zwei Punkte, bei einer Niederlage nach Overtime gab es einen Punkt und bei einer Niederlage nach der regulären Zeit null Punkte.

## Qualifikationsrunde
|    | Klub                            | Sp | S | U | N | Tore | Punkte |
| -- | ------------------------------- | -- | - | - | - | ---- | ------ |
| 1. | Büyükşehir Belediyesi Ankara SK | 2  | 2 | 0 | 0 | 27:8 | 6      |
| 2. | Bogazici Paten SK               | 2  | 1 | 0 | 1 | 20:7 | 3      |
| 3. | Kocaeli Sirintepe SK            | 2  | 0 | 0 | 2 | 4:36 | 0      |

## Finalrunde
|    | Klub                                   | Sp | S | OTS | OTN | N | Tore   | Punkte |
| -- | -------------------------------------- | -- | - | --- | --- | - | ------ | ------ |
| 1. | Başkent Yıldızları SK                  | 9  | 7 | 1   | 1   | 0 | 144:33 | 24     |
| 2. | Kocaeli Büyükşehir Belediyesi Kağıt SK | 9  | 6 | 1   | 1   | 1 | 101:33 | 21     |
| 3. | Ankara Üniversitesi SK                 | 9  | 2 | 0   | 0   | 7 | 39:131 | 6      |
| 4. | Büyükşehir Belediyesi Ankara SK        | 9  | 1 | 0   | 0   | 8 | 28:115 | 3      |

Sp = Spiele, S = Siege, N = Niederlagen, OTS = Overtime-Siege, OTN = Overtime-Niederlage